# Jerzy Nowacki (opozycjonista)
Jerzy Nowacki (ur. 28 lutego 1952 w Kaliszu) – filolog polski, działacz opozycji demokratycznej w PRL.

## Życiorys
W latach 1972–1977 studiował polonistykę na Uniwersytecie im. Adama Mickiewicza w Poznaniu, w czasie studiów był aktorem Teatru Ósmego Dnia, w 1975 podpisał jeden z listów protestacyjnych przeciwko zmianom w Konstytucji PRL, od 1976 współpracował z Komitetem Obrony Robotników, m.in. kolportował Biuletyn Informacyjny „KOR”.
Po ukończeniu studiów, od czerwca do sierpnia 1977 pracował w domu kultury w Trzcielu, skąd został zwolniony pod naciskiem Służby Bezpieczeństwa. Pod fałszywym zarzutem bezprawnego pobrania części stypendium studenckiego został w listopadzie 1977 skazany na karę 1 roku pozbawienia wolności w zawieszeniu na 2 lata i karę 2000 grzywny, następnie podjął pracę na stanowisku instruktora kulturalno-oświatowego w Wojewódzkiej Spółdzielni Mieszkaniowej w Poznaniu. 15 listopada 1977 sygnował deklarację założycielską Studenckiego Komitetu Solidarności w Poznaniu, następnie był jednym z aktywnych członków SKS, m.in. organizował niezależne wykłady w ramach akcji samokształceniowej, m.in. w swoim własnym mieszkaniu. W październiku 1978 został członkiem Komitetu Samoobrony Społecznej „KOR”, a w listopadzie tegoż roku został zwolniony z dotychczasowego miejsca pracy. W styczniu 1979 został powołany do służby wojskowej, która odbywał kolejno w Szkole Oficerów Rezerwy przy Wyższej Szkole Oficerskiej Wojsk Zmechanizowanych we Wrocławiu oraz w jednostce w Słubicach, jednak nie zerwał kontaktów ze środowiskiem opozycyjnym. Po zwolnieniu z wojska, w czerwcu 1979 był jednym z założycieli Komitetu Samoobrony Społecznej Regionu Wielkopolsko-Kujawskiego i Ziemi Chełmińskiej, w którym uczestniczyli działacze KSS „KOR” i Ruchu Obrony Praw Człowieka i Obywatela. Był wielokrotnie zatrzymywany przez SB na 48 godzin, przeprowadzano rewizję w jego mieszkaniu. W czerwcu 1980 zrezygnował z członkostwa w KSS „KOR”, podając jako przyczynę sytuację rodzinną, osobistą i zdrowotną. Rezygnację tę KSS „KOR” przyjął do wiadomości w lipcu tegoż roku, a we wrześniu 1980 poinformował o tym w swoim Komunikacie. Według informacji zachowanych w archiwum Instytutu Pamięci Narodowej przyczyną odejścia z Komitetu była złożona przez SB propozycja zaprzestania prześladowań w zamian za ograniczenie działalności opozycyjnej. Według relacji Lecha Dymarskiego przyczyną rezygnacji były zarzuty związane z nierozliczeniem się z pieniędzy z tytułu sprzedaży książek Niezależnej Oficyny Wydawniczej. Dokumentacja archiwalna IPN wskazuje przy tym, że Służba Bezpieczeństwa starała się skompromitować J. Nowackiego, zabierając mu w czasie rewizji notatki z rozliczeniami za publikacje podziemne.
Od sierpnia 1980 zaangażował się w działalność NSZZ „Solidarność”, od listopada 1981 był członkiem Prezydium Międzyzakładowego Komitetu Założycielskiego w Poznaniu, od kwietnia 1981 także sekretarzem Społecznego Komitetu Obchodów 25 Rocznicy Poznańskiego Czerwca '56. Na I Walnym Zjeździe Delegatów NSZZ „Solidarność” Regionu Wielkopolska w lipcu 1981 został wybrany rzecznikiem prasowym i członkiem prezydium Zarządu Regionu. Pracował wówczas jako nauczyciel w Zespole Szkół Przemysłu Spożywczego w Poznaniu. Był delegatem na I Krajowy Zjazd Delegatów „Solidarności”, wszedł w skład Prezydium Zjazdu. Należał także do Komisji Koordynacyjnej NSZZ „Solidarność” Pracowników Oświaty i Wychowania.
13 grudnia 1981 został internowany w obozie w Gębarzewie, a według zachowanych dokumentów Służby Bezpieczeństwa 24 grudnia 1981 zarejestrowany jako tajny współpracownik SB, pseudonim Stanisław Brzozowski. Z internowania został zwolniony w maju 1982, następnie próbował tworzyć tajną strukturę związku w Wielkopolsce, która nie uzyskała jednak poparcia zakładów pracy, z uwagi na obawy przed prowokacją SB.. Od 1982 pracował jako nauczyciel w Zespole Szkół Handlowych w Poznaniu, uczestniczył w druku i kolportażu wydawnictw podziemnych, pośredniczył przerzucie pomocy w postaci sprzętu radiowego i poligraficznego od francuskich związków zawodowych.
W 1986 wyjechał do Francji, gdzie został wiceprzewodniczącym Stowarzyszenia Kontakt, od 1987 był redaktorem naczelnym pisma Kontakt, współpracował także z Video-Kontaktem, dla którego pisał scenariusze i realizował filmy dokumentalne.
W 1990 powrócił do Polski i podjął pracę w Oddziale Poznańskim Telewizji Polskiej.
W październiku 2005 Janusz Pałubicki ujawnił, że otrzymał z Instytutu Pamięci Narodowej informację, że J. Nowacki był zarejestrowany jako tajny współpracownik Służby Bezpieczeństwa. Publiczne oskarżenie doprowadziło do zwolnienia tego ostatniego z pracy w Telewizji Polskiej. W 2009 J. Nowacki wytoczył przeciwko J. Pałubickiemu powództwo z żądaniem przeprosin, które ostatecznie zostało oddalone w 2012. Sąd uznał, że ujawnienie informacji uzyskanych z instytucji państwowej nie miało charakteru bezprawnego, nie przesądzając jednocześnie, czy informacja ta była prawdziwa. Niemniej J. Nowacki był od grudnia 1981 do 1989 zarejestrowany jako tajny współpracownik SB, o pseudonimach „Stanisław Brzozowski” i „Magda”. On sam konsekwentnie zaprzeczał faktycznej współpracy.